# Tambores de Folkton
Os Tambores de Folkton são um conjunto único de objetos decorados feitos de giz, com cerca de 8 centímetros de altura cada, no formato de tambores ou cilindros sólidos, que datam do período Neolítico. Encontrados no sepultamento de uma criança próximo à vila de Folkton, no norte da Inglaterra, eles estão atualmente em exibição no Museu Britânico.

## Descoberta
Em 1889, uma mamoa pré-histórica foi aberta pelo estudioso e arqueólogo amador William Greenwell próxima a Folkton, em North Yorkshire. Os conteúdos do sepultamento, com data de criação estimada em 2600-2100 a.C, incluíam diversos esqueletos, um deles uma criança, com os tambores posicionados ao seu lado. A raridade deste achado sugere que a criança pertencia a um grupo da elite da sociedade. Quatro anos após o achado, os tambores foram doados por Greenwell, juntamente com outras peças de sua coleção, para o Museu Britânico.

## Descrição
Os três objetos são feitos de giz, extraído das proximidades e decorado com faces humanas estilizadas e padrões geométricos. No topo dos cilindros há círculos concêntricos, e dois deles têm pares de olhos representados. Os motivos dos tambores são similares aos de artefatos criados pela Cultura do Vaso Campaniforme e por povos do início da Idade do Bronze.
As dimensões dos tambores podem ser significativas: Foram observadas correlações entre o diâmetro dos tambores e medidas padronizadas comuns no Neolítico britânico, observadas na construção de monumentos de pedra e madeira como Stonehenge e Durrington Walls. Arqueólogos da Universidade de Manchester e do Instituto de Arqueologia do University College London propuseram em 2018 que objetos como esses tambores poderiam ser usados como equipamentos de medição ou de transmissão de conhecimento. O estudo também observou que giz não é um material prático para a manufatura de equipamentos portáteis de medições, e teorizou que os Tambores de Folkton sejam réplicas que sobreviveram excepcionalmente, caso sua classe de objetos comumente utilizados no dia-a-dia fossem normalmente confeccionados de madeira. O Tambor de Lavant, escavado em 1993, foi identificado como um análogo dos Tambores de Folkton em 2005, o único encontrado até hoje.

## Galeria

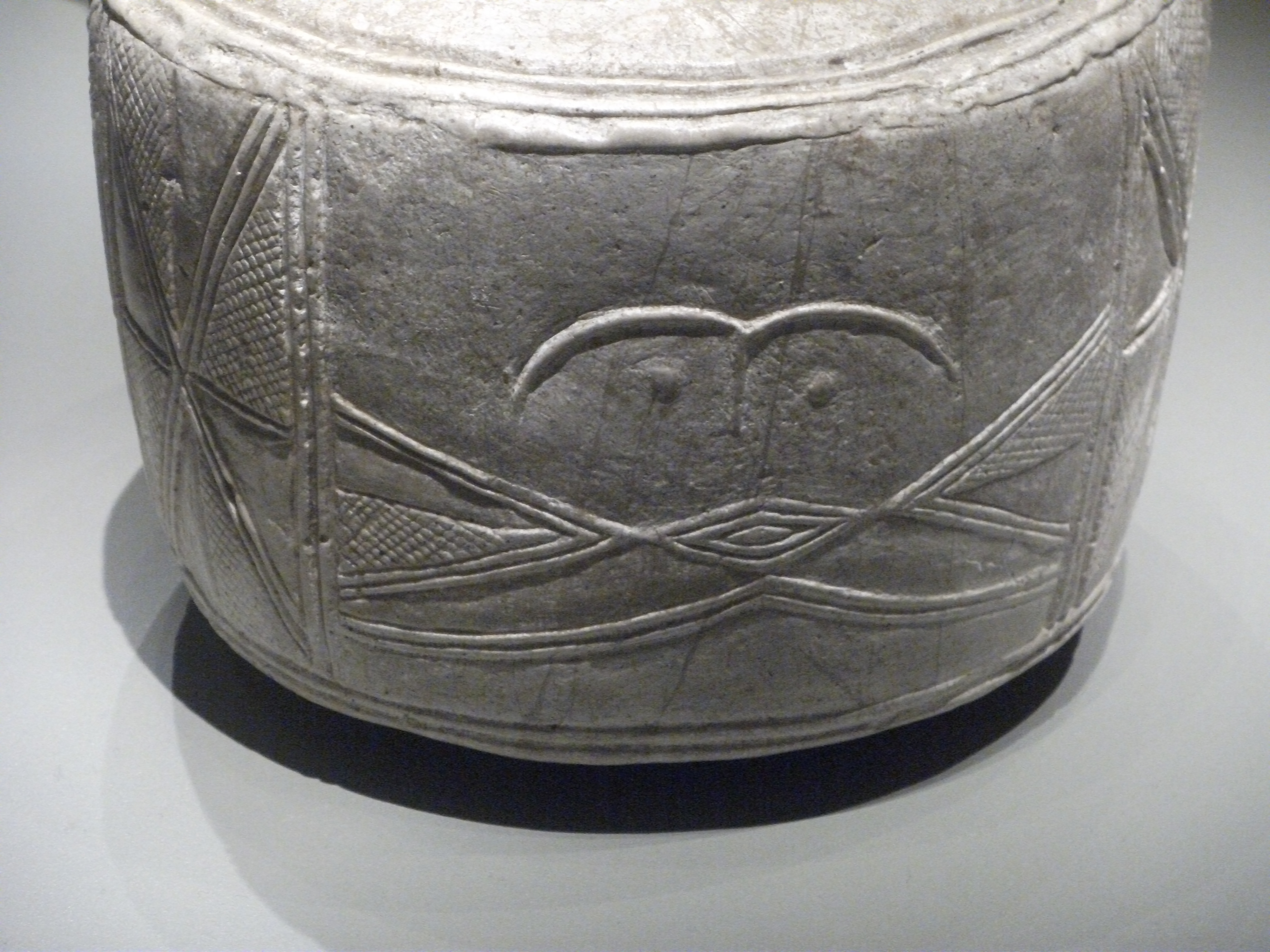
Detalhe da face esquemática em um dos tambores
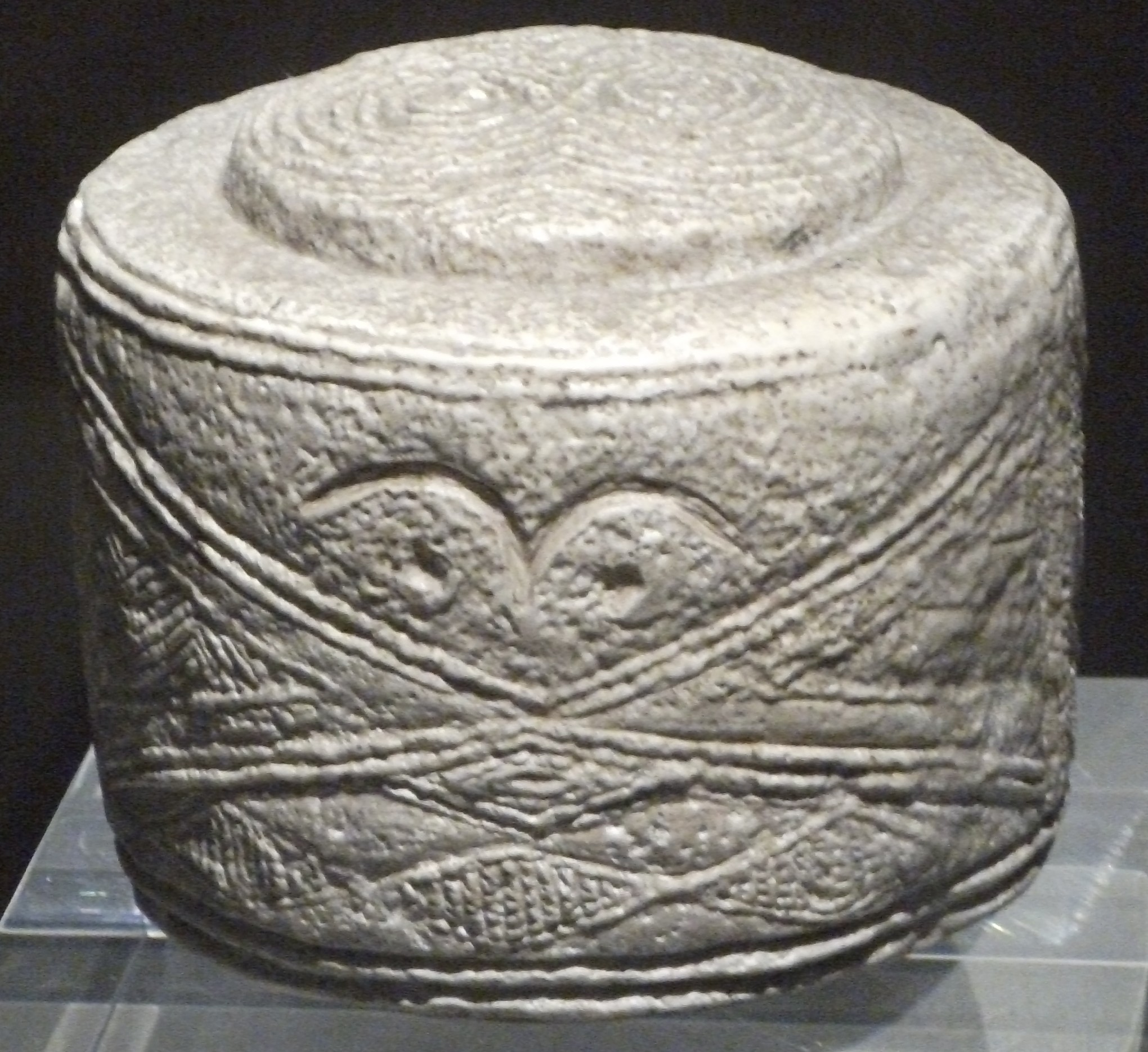
Detalhe de outra face com feições proeminentes
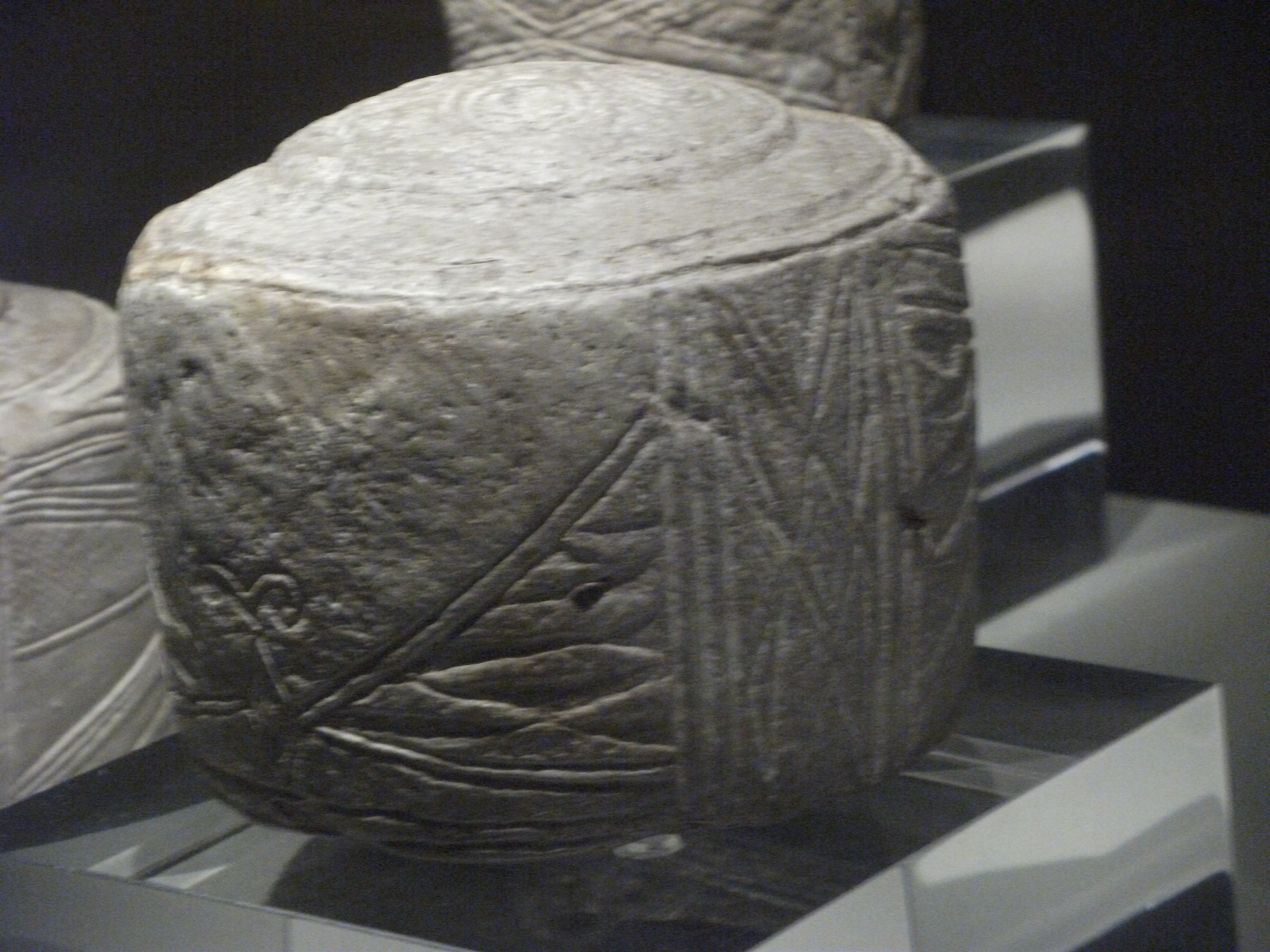
Lateral de um tambor, com padrões geométricos
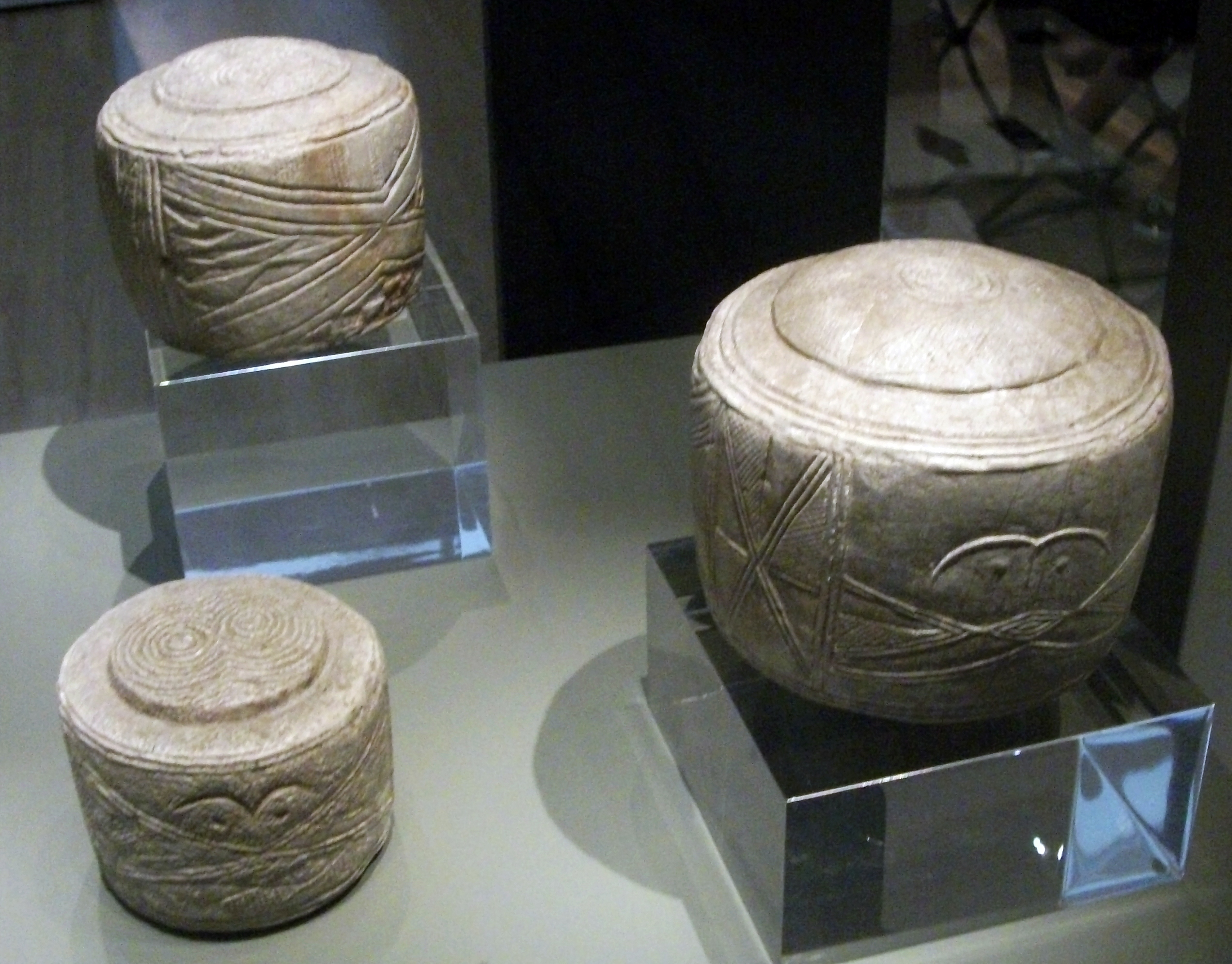